# درک دی
درک دی (انگلیسی: Derek Day; ۲۹ نوامبر ۱۹۲۷ – ۷ مارس ۲۰۱۵) بازیکن هاکی روی چمن، و دیپلمات اهل بریتانیا بود.
وی همچنین برندهٔ جوایزی همچون شوالیه (عنوان) شده‌است.